# Oblast Sachalin
Koordinaten: 49° 0′ N, 149° 0′ O
Die Oblast Sachalin (russisch Сахалинская область/ Sachalinskaja oblast) umfasst die Insel Sachalin und die teilweise von Japan beanspruchten Kurilen. Sachalin ist eine Oblast im Föderationskreis Ferner Osten von Russland.

## Geographie

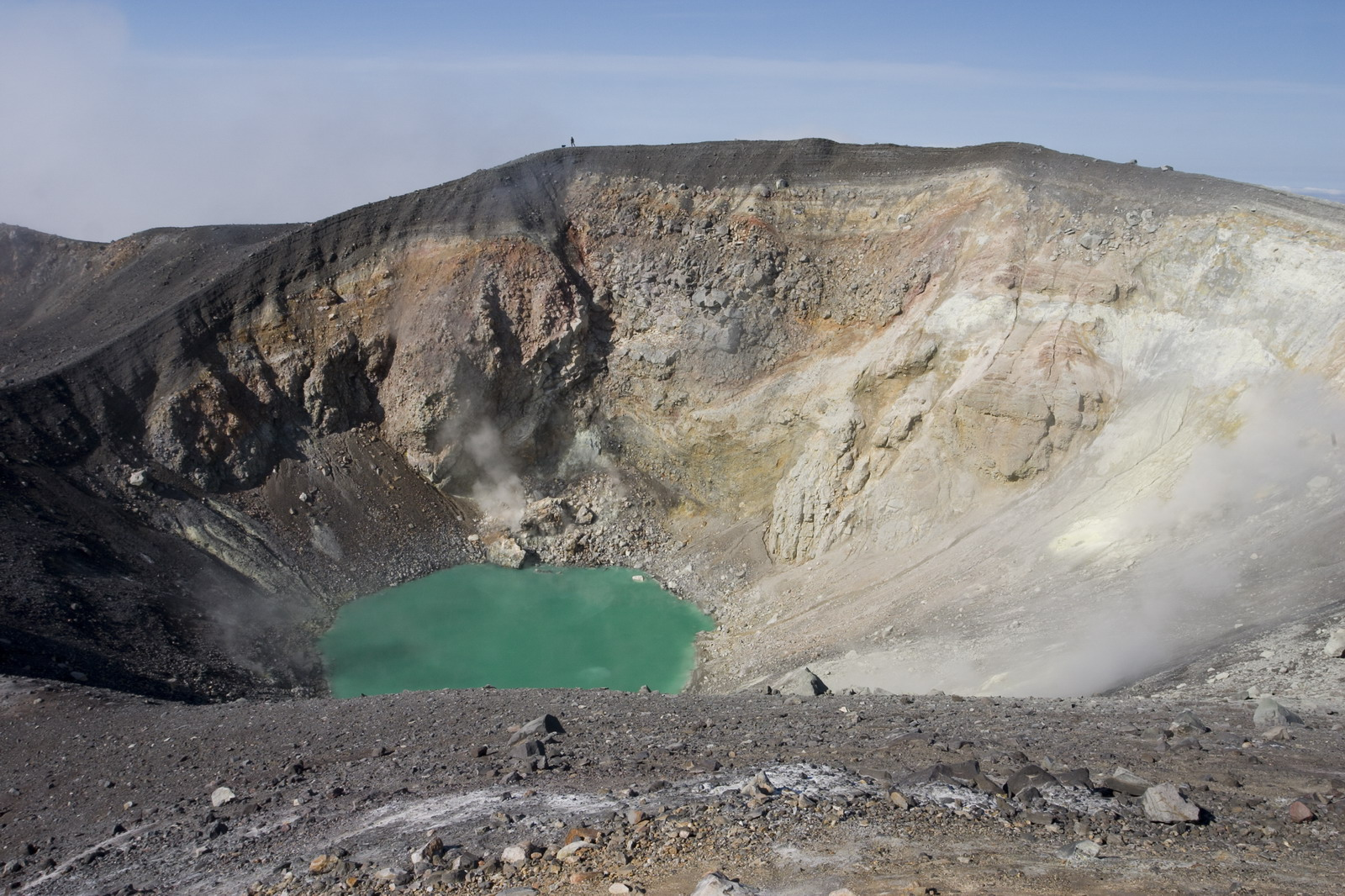
Vulkankrater auf den Kurilen

Der Tatarensund trennt Sachalin vom russischen Festland, die Kurilen bilden einen Inselbogen von Kamtschatka zur japanischen Insel Hokkaidō. Auf der Westseite des Tatarensunds liegt die Region Chabarowsk, im Norden – jenseits des Ochotskischen Meers – die Region Kamtschatka. Im Süden liegt Japan, genauer gesagt die Insel Hokkaido.
Die Insel Sachalin ist sehr gebirgig. Die Ausdehnung von Norden nach Süden beträgt 948 km. Die Kurileninseln erstrecken sich auf einer Länge von 1200 km. Es gibt zahlreiche Vulkane.

### Klima
Das Klima ist sehr rau. Zwar werden im Juli und August monatliche Höchstwerte von über 20° erreicht. Doch von November bis in den April liegen sie bei −7° bis +4°. Die monatlichen Durchschnittstemperaturen liegen nachts von Oktober bis Mai bei −18,4° bis +0,3°. Das Klima ist gekennzeichnet von kalten Wintern und feuchten Sommern. Im Südosten ist das Wetter am angenehmsten, im Nordwesten am wildesten. Die Zahl der Sonnentage nimmt nämlich von Nord nach Süd zu, die Anzahl Schlechtwettertage verringert sich von West nach Ost.

## Bevölkerung
Bei den letzten russischen Volkszählungen in den Jahren 2002 und 2010 ergab sich eine Bevölkerungszahl von 546.695 respektive 497.973 Bewohnern. Somit sank die Einwohnerzahl in diesen acht Jahren um 48.722 Personen (−8,91 %). In Städten wohnten 2010 397.106 Menschen. Dies entspricht 79,74 % der Bevölkerung (in Russland 73 %). Bis zum 1. Januar 2014 sank die Einwohnerschaft weiter auf 491.027 Menschen. Die Verteilung der verschiedenen Volksgruppen sah folgendermaßen aus:
| Nationalität     | VZ 1989 | Prozent | VZ 2002 | Prozent | VZ 2010 | Prozent |
| ---------------- | ------- | ------- | ------- | ------- | ------- | ------- |
| Russen           | 579.887 | 81,65   | 460.778 | 84,28   | 409.786 | 82,29   |
| Koreaner         | 35.191  | 4,95    | 29.592  | 5,41    | 24.993  | 5,02    |
| Ukrainer         | 46.216  | 6,51    | 21.831  | 3,99    | 12.136  | 2,44    |
| Tataren          | 10.699  | 1,51    | 6.830   | 1,25    | 4.880   | 0,98    |
| Weißrussen       | 11.423  | 1,61    | 5.455   | 1,00    | 2.994   | 0,60    |
| Niwchen          | 2.008   | 0,28    | 2.450   | 0,45    | 2.290   | 0,46    |
| Kirgisen         | 241     | 0,03    | 86      | 0,02    | 1.763   | 0,35    |
| Mordwinen        | 5.641   | 0,79    | 2.943   | 0,54    | 1.666   | 0,33    |
| Usbeken          | 763     | 0,11    | 298     | 0,05    | 1.518   | 0,30    |
| Armenier         | 804     | 0,11    | 1.144   | 0,21    | 1.240   | 0,25    |
| Aserbaidschaner  | 951     | 0,13    | 1.138   | 0,21    | 1.155   | 0,23    |
| Tschuwaschen     | 2.452   | 0,35    | 1.300   | 0,24    | 822     | 0,17    |
| Moldawier        | 1.456   | 0,21    | 751     | 0,14    | 581     | 0,12    |
| Baschkiren       | 1.019   | 0,14    | 586     | 0,11    | 527     | 0,11    |
| Russlanddeutsche | 1.230   | 0,17    | 902     | 0,16    | 493     | 0,10    |
| Kasachen         | 1.069   | 0,15    | 554     | 0,10    | 428     | 0,09    |
| Einwohner        | 710.242 | 100,00  | 546.695 | 100,00  | 497.973 | 100,00  |

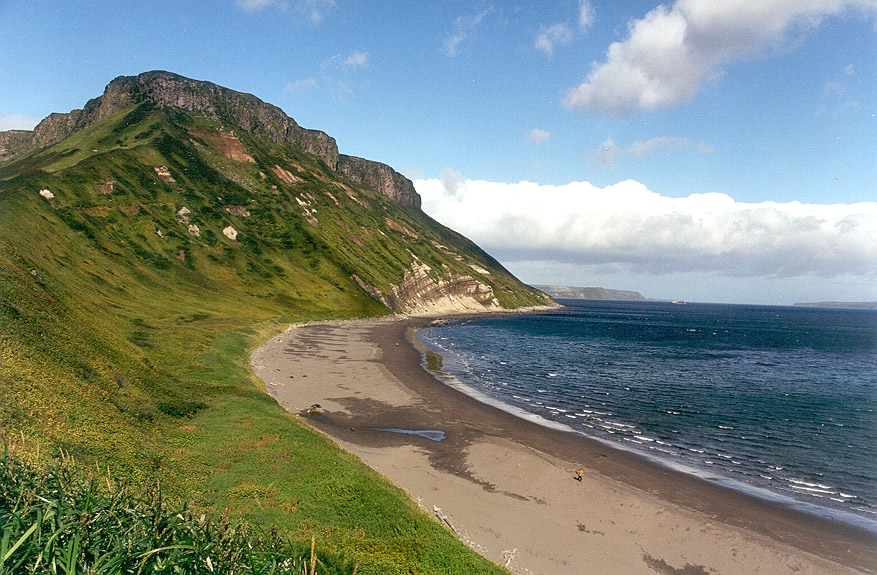
Küstenabschnitt einer Kurilen-Insel

Anmerkung: die Anteile beziehen sich auf Gesamtzahl der Einwohner. Also mitsamt dem Personenkreis, der keine Angaben zu seiner ethnischen Zugehörigkeit gemacht hat (2002 3.387 resp. 2010 24.035 Personen)
Die Bevölkerung des Gebiets besteht zu etwa 85 % aus Russen. Die Koreaner (höchster Anteil in ganz Russland) und Ukrainer sind die bedeutendsten ethnischen Minderheiten in der Oblast Sachalin. Die Zahl der Koreaner – wie auch die Anzahl vieler anderer Volksgruppen – sinkt allerdings stark. Dagegen steigt die Zahl der Niwchen, Kirgisen, Usbeken, Armenier und Aserbaidschaner. Aus dem Nordkaukasus, Transkaukasus und Zentralasien sind seit dem Ende der Sowjetunion einige Tausend Menschen zugewandert, allerdings in weit geringerer Zahl als in anderen Regionen Russlands.

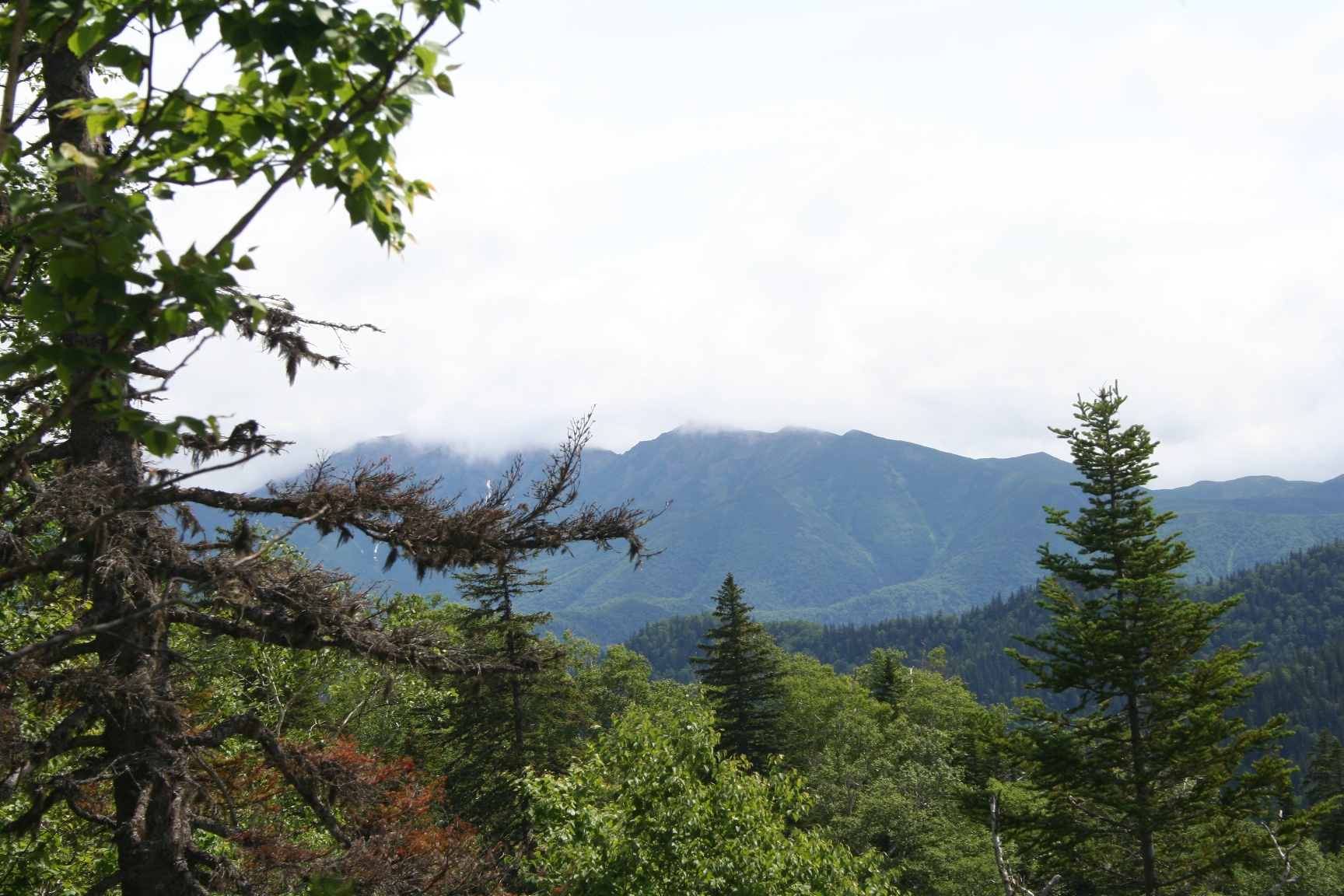
Waldlandschaft auf Sachalin

### Ureinwohner

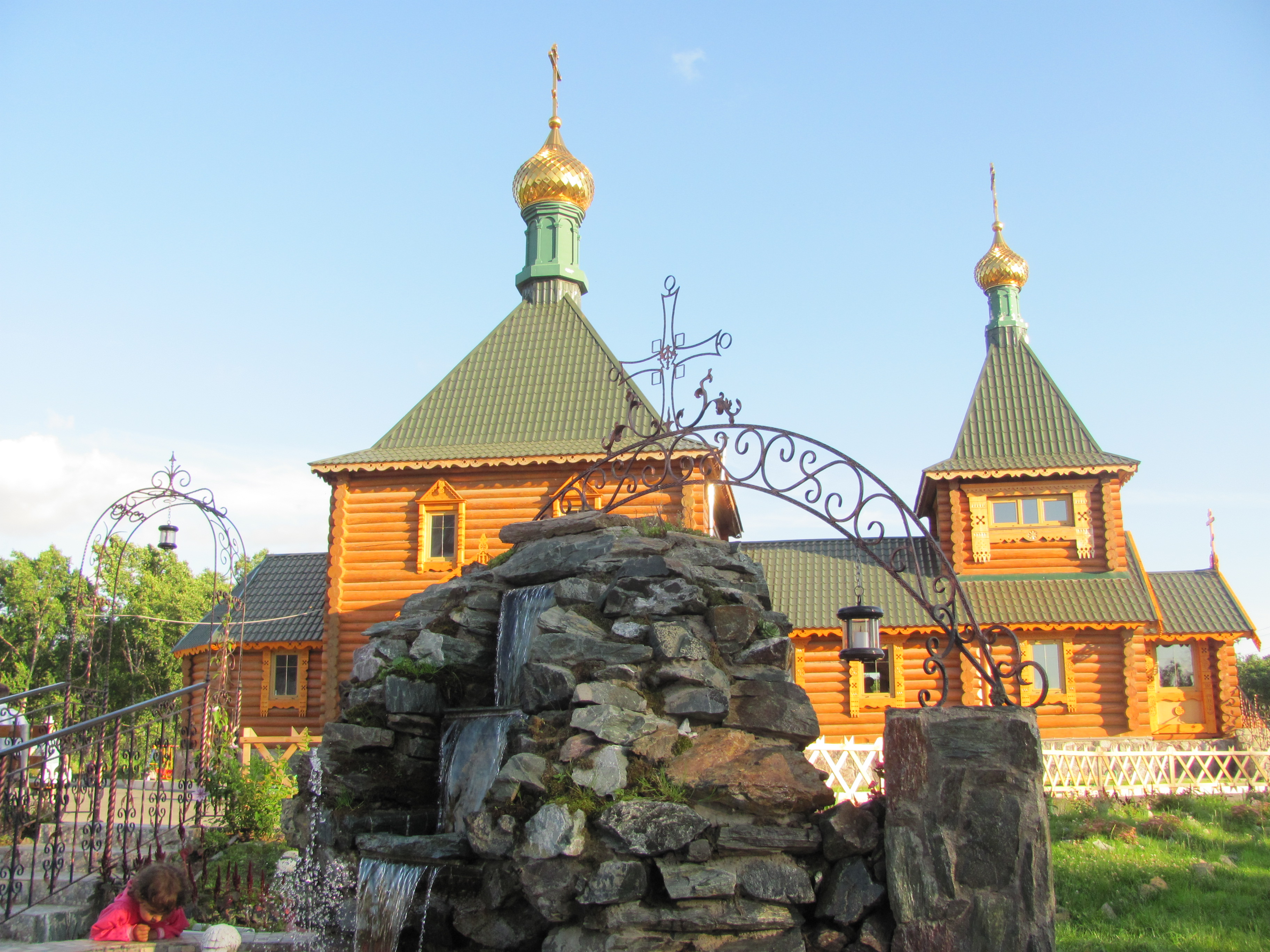
Die Sankt-Nikolaus-Kirche in Juschno-Sachalinsk

Die Ureinwohner Sachalins sind die Niwchen, Nanai, Oroken (auch Ulta, Ulten oder Uilta genannt), Ultschen, Orotschen und Ewenken. Sie sind traditionell Fischer und Rentierzüchter. Die Ainu, die hier bis 1945 lebten, wurden nach Japan deportiert. Ob sich 2010 unter den 219 Japanern auch Ainus befinden, ist nicht bekannt. Die Einheimischen stellen heutzutage nur noch einen Bruchteil der Bevölkerung der Oblast Sachalin und sind teilweise stark russifiziert. Hier eine Übersicht:
| Nationalität      | VZ 1989 | Prozent | VZ 2002 | Prozent | VZ 2010 | Prozent |
| ----------------- | ------- | ------- | ------- | ------- | ------- | ------- |
| Niwchen           | 2.008   | 0,28    | 2.450   | 0,45    | 2.290   | 0,46    |
| Nanaier           | 173     | 0,02    | 159     | 0,03    | 148     | 0,03    |
| Oroken (Ultschen) | 129     | 0,02    | 298     | 0,05    | 259     | 0,05    |
| Orotschen         | 212     | 0,03    | 42      | 0,01    | 28      | 0,01    |
| Ewenken           | 188     | 0,03    | 243     | 0,04    | 209     | 0,04    |
| Itelmenen         | 3       | 0,00    | 8       | 0,00    | 15      | 0,00    |
| Ewenen            | 50      | 0,01    | 8       | 0,00    | 15      | 0,00    |
| Einwohner         | 710.242 | 100,00  | 546.695 | 100,00  | 497.973 | 100,00  |

## Geschichte
Die Inseln, die erst im 19. Jahrhundert von Russland annektiert worden waren, waren lange zwischen Russland und Japan umstritten. Ende des 19. Jahrhunderts befanden sich etliche Arbeitslager auf Sachalin. Erst 1945 eroberte die Sowjetunion Südsachalin (Karafuto) und die Kurilen von Japan und bildete 1947 die Oblast in heutiger Form, die auf den Nordteil Sachalins beschränkt bereits seit 1932 als Teil der Fernöstlichen Region (Krai) bzw. der Region Chabarowsk bestand.

## Wirtschaft
Hauptstadt und einzige größere Stadt der Oblast ist Juschno-Sachalinsk.
Vorwiegend in Nordsachalin werden Erdöl und Erdgas gefördert:
- Sachalin-1 geschätzt auf 307 Mio. t Erdöl, 485 Mrd. m³ Erdgas
- Sachalin-2 geschätzt auf 140 Mio. t Erdöl, 550 Mrd. m³ Erdgas
- Sachalin-3 ungewiss 700 Mio. t Erdöl, 1,3 Billionen m³ Erdgas
- Sachalin-4 geschätzt auf 123 Mio. t Erdöl, 540 Mrd. m³ Erdgas
- Sachalin-5 geschätzt auf 600 Mio. t Erdöl, 600 Mrd. m³ Erdgas

Allerdings verursacht deren Ausbeutung erhebliche Umweltprobleme.
Andere wichtige Industriezweige sind die Fischerei und die Holzindustrie.

## Politik
Gouverneur der Oblast war von August 2007 bis März 2015 der frühere Bürgermeister der Stadt Ocha Alexander Choroschawin, welcher den zurückgetretenen Iwan Malachow ablöste. Nachdem Choroschawin im März 2015 verhaftet wurde und gegen ihn Ermittlungen wegen Korruption eingeleitet wurden, wurde er durch den bisherigen Gouverneur der Oblast Amur, Oleg Koschemjako, ersetzt.

### Verwaltungsgliederung und Städte

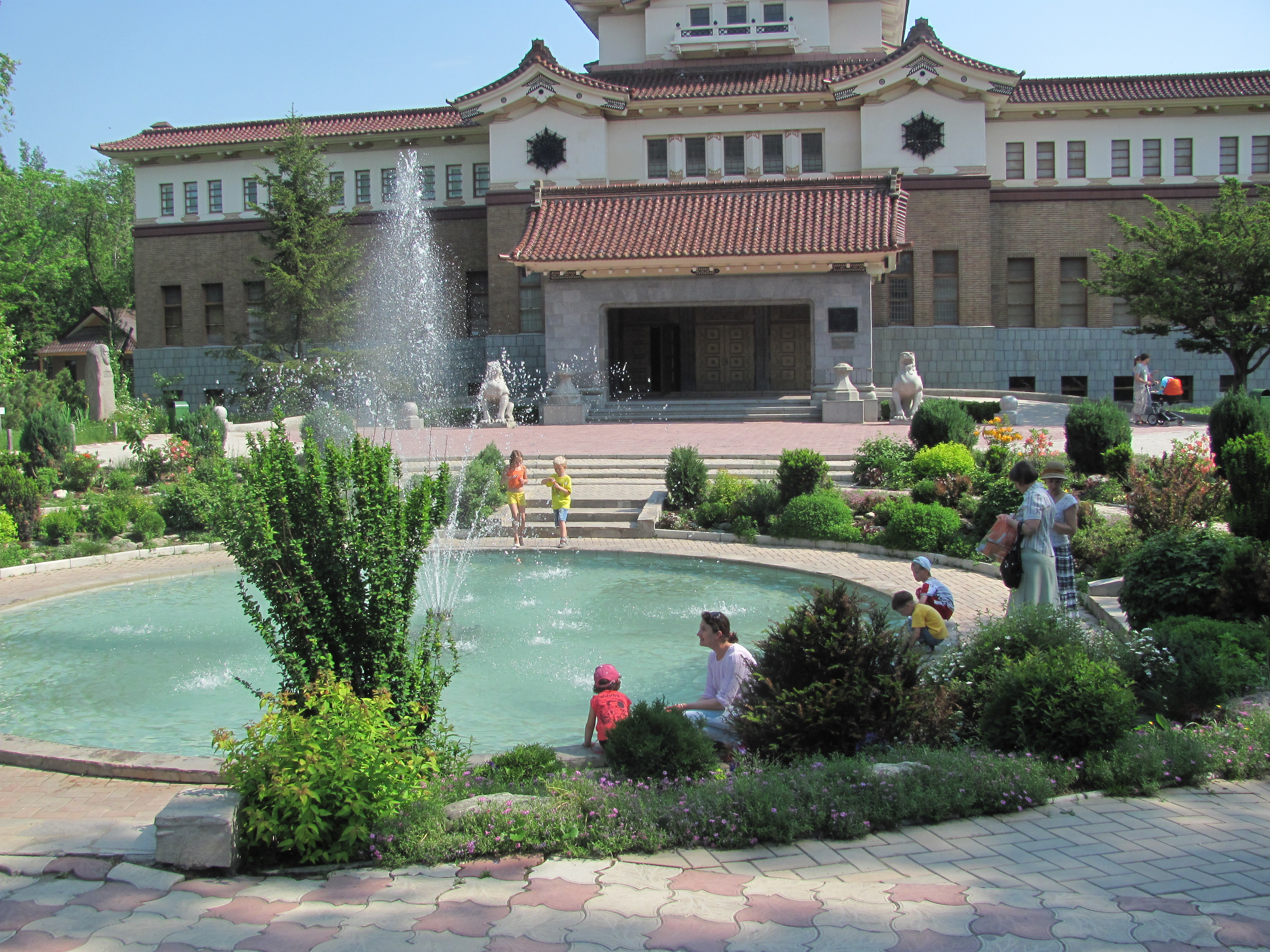
Das Historische Museum von Juschno-Sachalinsk

Die Oblast Sachalin gliedert sich in 17 Rajons und einen Stadtkreis. Einzige Großstadt der Oblast Sachalin ist deren Verwaltungszentrum Juschno-Sachalinsk, das auch den einzigen Stadtkreis bildet. Insgesamt gibt es in der Oblast 14 Städte und 6 Siedlungen städtischen Typs.
| Name               | Russisch       | Einwohner (1. Oktober 2021) |
| ------------------ | -------------- | --------------------------- |
| Juschno-Sachalinsk | Южно-Сахалинск | 181.587                     |
| Korsakow           | Корсаков       | 33.950                      |
| Cholmsk            | Холмск         | 25.677                      |
| Ocha               | Оха            | 20.357                      |
| Poronaisk          | Поронайск      | 16.026                      |

## Verkehr
Die Oblast ist per Schiff vom russischen Festland erreichbar. Ebenso gibt es seit 1999 eine Fährverbindung nach Japan. Sachalin unterhält zudem Flugverbindungen nach Russland, Japan, Südkorea und China. Da der Tatarensund zwischen Sachalin und dem Festland an seiner schmalsten Stelle nur sieben Kilometer breit ist, gibt es seit langem eine Idee für eine feste Verbindung durch einen Tunnel, die 2008 neu aufgegriffen wurde. Am Anfang der 1950er Jahre wurde daran gebaut, ohne dass ein Abschnitt fertiggestellt wurde. Es sind noch keine neuen Pläne erarbeitet und kein Baubeginn festgelegt.
Auf der Insel Sachalin bestehen verschiedene Fortbewegungsmöglichkeiten: per Bus (Buslinienverkehr) oder Auto, per Schiff oder mit der Eisenbahn (Siehe Schienenverkehr auf Sachalin). Die Kindereisenbahn Juschno-Sachalinsk verkehrt auf einer 2 km langen Schmalspurstrecke in Juschno-Sachalinsk.